# Li Zhi (1527-1602)
Pour les articles homonymes, voir Li Zhi.
Li Zhi (李贄), aussi appelé Zhuowu (卓吾), (1527-1602), est un philosophe, écrivain et historien chinois influent à la fin des Ming, principal représentant de l'école de Taizhou.

## Pensée
Ce penseur iconoclaste, dans son hostilité farouche à l'institution confucéenne, taxe l'orthodoxie, notamment celle de Zhu Xi, d'hypocrisie, et met en doute l'infaillibilité des Classiques, ce qui lui vaudra les foudres de Wang Fuzhi. Il proclame la légitimité des désirs dans deux ouvrages manifestes : le Livre à brûler et le Livre à cacher. Ils furent interdits et Li Zhi se suicida en prison. 
Proche de Wang Yangming, Li Zhi s'inspire du bouddhisme : puisque tout être possède la nature de Bouddha, il suffit de se libérer des contraintes sociales pour atteindre la délivrance. 
Mettant l'esprit frondeur et le spontanéisme du Chan au service de la contestation sociale et culturelle, Li Zhi est l'un des premiers penseurs et le plus radical dans sa remise en cause de la tradition chinoise et de l'idéologie confucéenne qui lui sert de fondement. Par là, il préfigure fortement la formation de la pensée moderne en Chine.
Commentateur d'ouvrages de l'Antiquité (le Yijing, le Laozi, le Zuangzi...), Li Zhi est aussi un amateur de la littérature en langue vulgaire, et a écrit des commentaires sur plusieurs œuvres de cette littérature, comme la pièce du xiiie siècle L'Histoire du pavillon d'Occident ou le roman Au bord de l'eau. Son Discours sur le cœur d'enfant est particulièrement connu : il y est partisan d'une « expression spontanée » (ziwen) des sentiments, s'opposant aux émules de l'imitation des Anciens. Authenticité et sincérité n'ont pour lui pas de meilleur exemple que le roman Au bord de l'eau, dont il fait l'un des cinq plus grands chefs-d'œuvre de tous les temps.

## Liste des œuvres
- Fen shu 焚书 (Livre à brûler)
- Cang shu 藏书 (Livre à cacher)

## Traductions
- Jacques Pimpaneau, Anthologie de la littérature chinoise classique, Philippe Picquier, 2004  — Li Zhi (1527-1602), p. 727-730